# (400198) 2006 YD29
(400198) 2006 YD29 es un asteroide perteneciente al cinturón de asteroides, descubierto el 21 de diciembre de 2006 por el equipo del Mount Lemmon Survey desde el Observatorio del Monte Lemmon, Arizona, Estados Unidos.

## Designación y nombre
Designado provisionalmente como 2006 YD29.

## Características orbitales
2006 YD29 está situado a una distancia media del Sol de 3,059 ua, pudiendo alejarse hasta 3,308 ua y acercarse hasta 2,810 ua. Su excentricidad es 0,081 y la inclinación orbital 9,613 grados. Emplea 1954,39 días en completar una órbita alrededor del Sol.

## Características físicas
La magnitud absoluta de 2006 YD29 es 16,5.